# Нічна прогулянка
Нічна прогулянка (англ. Night Walk) — роман Боба Шоу, написаний у стилі «роад-муві» і вперше опублікований у 1967 році. «Нічна прогулянка» став першим справжнім романом, в якому яскраво проявляється характерний для Шоу стиль. У творі розповідається історія боротьби за виживання агента Землі на планеті Емм-Лютер Сема Теллона, який виявився носієм стратегічно важливої для обох планет інформації: шляху до нової планети земного типу.

## Сюжет
22 сторіччя. Люди вийшли у космос, заселивши 19 планет по всій Галактиці, проте досі не позбулися «колоніальної хвороби», адже планет, придатних до життя, вкрай мало. Тому відкрита нова планета земного типу — просто величезна подія: відкриття нових планет вкрай важкий тягар для економіки через необхідність виробництва великої кількості автоматичних розвідувальних зондів, майже всі з яких безслідно зникають у космосі. Вирішальна роль в цьому належить способу міжпланетних перельотів — через «нуль простір», входити в який необхідно суворо через визначені «ворота» у космічному просторі. Але «нуль-простір» так і залишається «чорною скринею» для людства: всі спроби його вивчення нічого не дали, стрибки здійснюються за суворо визначеними маршрутами, а спроба повернення назад через ті ж «ворота» доставить корабель куди завгодно, але не в початкову точку. Єдина помилка у навігації — і космічний корабель може бути закинутий у найнесподіваніший куточок Галактики без шансів повернутися додому…
Дії розгортаються на планеті Емм-Лютер — колишній колонії Землі, яка здобула незалежність від метрополії і якою нині керує теократичний уряд. Роман починається із затримання агента Землі Сема Теллона Емм-Лютерською службою безпеки (ЕЛСБ) під керівництвом Лоріна Черкаського. Прямо в номері готелю, де відбулося затримання, Черкаський почав «промивати» мозок Теллону, аби знищити відому йому таємну інформацію: координати просторових космічних «воріт», які через «нуль-простір» ведуть до нововідкритої планети земного типу. Але Черкаський не збирається зупинятися на знищенні лише цієї, таємної, інформації. Він методично продовжує знищувати все нові і нові спогади Сема Теллона. Розуміючи наслідки, Теллон робить відчайдушну спробу втекти, стрибнувши з сьомого поверху та прихопивши з собою Черкаського, але вже внизу дістає заряд паралітичної дії. За таку зухвалість Черкаський з пістолета «шершень» впритул стріляє Теллону просто в очі…
Вже сліпого Теллона доправляють у «Павільйон» — тюрму на південному узбережжі материка, де він призвичаюється до незрячого життя, але не втрачає надії зробити собі в тюремних майстернях штучні «очі». Між ним та ще одним незрячим в'язнем — доктором Вінфілдом — зав'язується дружба. Несподівано в'язні-винахідники знаходять підтримку в особі начальниці центру перевиховання Гелен Жюст. Спочатку в'язням вдається зробити простий ультразвуковий сонарний «ліхтар», але згодом спільними зусиллями з матеріалів, наданих Гелен Жюст, вони створюють «електрооко» — прилад, що дозволяє насправді бачити оточуючий світ, але… очами іншої людини або тварини. Несподівано один з двох створених ними приладів без жодних пояснень конфіскує… сама Гелен Жюст.
«Павільйоном» шириться інформація про те, що Черкаський вийшов з лікарні й збирається прилетіти до Павільйону, що підштовхує Вінфілда і Теллона до втечі, під час якої Вінфілд гине. Далі Теллон рухається сам, уникаючи агентів ЕЛСБ. На шляху до мети — міста Нью-Віттенбурга — Сем Теллон долає тисячу миль і багато перешкод, пошкоджує своє «електрооко», потрапляє у тенета Аманди Вайзнер, «знайомиться» з братом Гелен Жюст, відбирає в нього друге «електрооко» і разом з Гелен Жюст їде до Нью-Віттенбургу. На цьому шляху їхнє знайомство переростає у дещо набагато більше…
Біля Нью-Віттенбурга Гелен і Сем розділяються та їдуть до міста поодинці. Сема відразу зустрічає агентура Землі, міняє йому зовнішність та забезпечує шлях через контрольні пости до космічного корабля. Проте, замість того, щоб тихцем втекти на Землю на кораблі «Лайл-Стар», Сем знову повертається до міста, усвідомлюючи, що на Землю він полетить лише з Гелен. Але, повернувшись до космічного корабля, Теллон і Гелен помічають на ньому агентів ЕЛСБ. Гелен, ризикуючи власним життям, намагається відволікти увагу агентів ЕЛСБ та дати можливість Теллону потрапити на корабель. Лорін Черкаський останньої миті розуміє, що Теллон може втекти і намагається стріляти в нього. Гелен у відчаї заважає Черкаському, тоді він стріляє у Гелен і останньої миті теж потрапляє на «Лайл-Стар». Рятуючись від знищення разом з кораблем, Теллон наважився на неможливий у своїй безглуздості крок: він робить «стрибок» з кораблем у простір наосліп, прямо зі стартового майданчика космопорту. Теллон усвідомлює, що не побачить більше жодної живої людини, вічно блукаючи між зорями. Раптом він чує ще чиюсь присутність на кораблі: це Лорін Черкаський. В результаті двобою двох запеклих ворогів Теллон вбиває Черкаського, тим самим закривши назавжди останні очі, якими він міг би бачити світло — очі свого ворога.
Тепер Теллон насправді один у Всесвіті. Сем Теллон може здійснювати сліпі «стрибки» хоч до кінця життя, але шанси зустріти планету, придатну для життя — практично нульові. Проте Теллон помічає, що кожен «стрибок» супроводжується світловим спалахом, який можуть генерувати лише живі істоти. Після напружених роздумів та за допомоги неочікуваного «помічника» — звичайного щура, упійманого в трюмі, Теллон вирішує проблему навігації у «нуль-просторі». Відтепер не потрібні «ворота», не потрібні війни за нові планети — таких планет у Всесвіті мільйони! І Сем Теллон здійснює перший в історії дійсно керований політ «нуль-простором» до Землі.

Після нетривалого, проте досить кумедного спілкування з твердолобими військовими, Теллон на власних умовах зупиняє будь-які військові дії проти Емм-Лютера, реквізує флагманський корабель земного космофлоту і повертається на Емм-Лютер аби донести до кожного спосіб навігації у «нуль-просторі», раз і назавжди припинивши ворожнечу між людьми за нові території. Але на Емм-Лютері на нього чекає сюрприз…

## Проблематика твору
Попри динамічність сюжету, Боб Шоу не концентрується суто на динаміці оповідання, не це його мета. На шляху Сема Теллона не було випадкових зустрічей та випадкових людей — кожен, навіть другорядний персонаж несе заряд емоцій та зачіпає суттєві морально-етичні проблеми.
Роман також про неймовірний потенціал людини та її здатність піднятися над вкрай важкими обставинами, знайти вихід у ніби безвихідній ситуації. Більше того, саме каліцтво — сліпота — допомогло Сему Теллону «відкрити очі» решті людства на природу неймовірного у своєму розмаїтті Всесвіту.

## Персонажі
- Сем Теллон — агент Земного Блоку, прибув з єдиною місією на Емм-Лютер: доправити на Землю координати воріт, що утворюють шлях до нової планети, придатної для життя.
- Доктор («Док») Вінфілд — один з в'язнів Павільйону, лікар за фахом, друг Сема Теллона. Теж незрячий.
- Лорін Черкаський — один з трьох начальників Емм-Лютерської служби безпеки.
- Гелен Жюст —співробітниця Павільйону, жінка з рудим волоссям та очима «кольору віскі», з якою у Сема Теллона виникли романтичні стосунки.
- Карл Жюст — рідний брат Гелен Жюст. Теж незрячий через власну необачність, але використовує свою сліпоту для маніпулювання людьми. Має певні психічні відхилення.
- Аманда Вайзнер — жінка з відхиленнями у психіці, що утримувала у себе вдома Теллона заради розваг з «електрооком».

## Додаткові факти
Існує думка, що мотив роману «Нічна прогулянка» навіяний Бобу Шоу проблемами з власним здоров'ям: він мав хвороби, що значно погіршили його зір. До того ж, у пізнішому його романі — «Інші дні, інші очі» (англ. «Other Days, Other Eyes», 1972) — теж обіграється «тема оптики».

## Переклади українською
Станом на 2017 рік українською мовою не перекладався.